# Janine van Wely
Janine van Wely (Breda, 12 november 1937 – Amsterdam, 29 juli 2022) was een Nederlands actrice.
Van Wely is vooral bekend van de rollen die ze tot 1980 vertolkte in de serie Pipo de Clown. Tevens verving zij Jasperina de Jong in de jaren zestig bij het Lurelei-cabaret. Van Wely woonde in Amsterdam en was kunstenares. Zij overleed op 84-jarige leeftijd aan kanker.

## Televisie
- 1962: Rudi Carrell Show
- 1962: Mens durf te leven
- 1962: O, kijk mij nou
- 1962: AVRO Music Hall
- 1971-1980: Pipo de Clown (als Mammaloe en Plom)
- 1977: Koning Bolo (als Prinses Rozelle)

## Film
- 1961: Het mes
- 1963: De vergeten medeminnaar
- 1966: 10.32 (als dienstmeisje Annie)
- 1975: Pipo en de piraten van toen (als Plom)